# Lydia Lunch
Lydia Lunch (születési nevén Lydia Anne Koch) (Rochester, New York, 1959. június 2. –) amerikai énekesnő. No wave, post-punk, indusztriális zene, avantgárd zene és spoken word műfajokban játszik.

## Életrajza
Lydia Anne Koch néven látta meg a napvilágot Rochesterben. 16 éves korában New Yorkba költözött. Miután megismerkedett Alan Vegával és Martin Revvel (akik a Suicide nevű elektronikus zenei duó tagjai is), megalapította a rövid életű Teenage Jesus and the Jerks zenekart, James Chance-szel együtt. Az együttes 1976-tól 1979-ig működött, 2008-ban azonban újból összeállt egy koncert erejéig. Lydia több előadóval is kollaborált már, pl.: J.G. Thirlwell (Foetus), Kim Gordon és Thurston Moore (Sonic Youth), Michael Gira (Swans) stb. Első nagylemeze 1980-ban jelent meg. A Boston Phoenix "az 1990-es évek legbefolyásosabb előadói" közé sorolta. A Kerrang! magazin a Sonic Youth-tal közösen készített "Death Valley 69" című dalát az "50 leggonoszabb dal" listán a 47. helyen rangsorolta.

## Diszkográfia
- Queen of Siam (1980)
- 13.13 (1981)
- Honeymoon im Red (1987)
- Unearthly Delights (1992)
- Twisted (1992)
- Matrikamantra (1997)
- Smoke in the Shadows (2004)
- Retrovirus (koncertalbum, 2013)
- Urge to Kill (2015)

## Egyéb kiadványok
EP-k
- Drunk on the Pope's Blood/The Agony Is the Ecstacy (split lemez a The Birthday Party-val, 1982)
- In Limbo (1984)

Kislemezek
- "No Excuse" (1997)

Válogatáslemezek
- Hysterie (1986)
- Widowspeak (1998)
- Deviations on a Theme (2006)

Videóalbumok
- Willing Victim (The Audience as Whipping Boy) (2004)

## További információ
- Hivatalos oldal
- Lydia Lunch a PORT.hu-n (magyarul)
- Lydia Lunch az Internet Movie Database-ben (angolul)
- Lydia Lunch a Rotten Tomatoeson (angolul)